# Condado de Lincoln (Misisipi)
El condado de Lincoln (en inglés: Lincoln County), fundado en 1870, es un condado del estado estadounidense de Misisipi. En el año 2000 tenía una población de 33.166 habitantes con una densidad poblacional de 22 personas por km². La sede del condado es Brookhaven.

## Geografía
Según la Oficina del Censo, el condado tiene un área total de 1523 km² (588 mi²), de la cual 1518 km² (586,1 mi²) es tierra y 5 km² (1,9 mi²) es agua.

## Demografía
En el 2000 la renta per cápita promedia del condado era de $ 27,279, y el ingreso promedio para una familia era de $33,552. El ingreso per cápita para el condado era de $13,961. En 2000 los hombres tenían un ingreso per cápita de $29,060 frente a $18,877 para las mujeres. Alrededor del 19.20% de la población estaba bajo el umbral de pobreza nacional.

## Condados adyacentes
- Condado de Copiah (norte)
- Condado de Lawrence (este)
- Condado de Walthall (sureste)
- Condado de Pike (sur)
- Condado de Amite (suroeste)
- Condado de Franklin (oeste)
- Condado de Jefferson (noroeste)

## Localidades
Ciudades
- Brookhaven

Lugares designados por el censo
- Bogue Chitto

Áreas no incorporadas
- Auburn
- Bogue Chitto
- East Lincoln
- Ruth

Pueblos fantasmas
- Woolworth

## Principales carreteras
- Interestatal 55
- U.S. Highway 51
- U.S. Highway 84